# STL-1A
STL-1A (một số tài liệu ghi là STL-A1) là một loại súng trường tấn công biến thể AK sử dụng loại đạn 7.62×39mm do Việt Nam sản xuất. Được đưa vào sản xuất năm 2015, STL-1A được xem là bản nâng cấp hiện đại từ họ súng trường tấn công Kalashnikov vốn còn rất nhiều trong kho dự trữ của Việt Nam. Về hình thức và các nâng cấp, STL-1A có thể so sánh và nhìn chung rất giống AK-103.

## Lịch sử
Sau khi kết thúc chiến tranh, quân số của lực lượng vũ trang Việt Nam được cắt giảm xuống quy mô ở thời bình. Trong các kho dự trữ Việt Nam, một số lượng lớn tồn dư các loại vũ khí nhỏ thuộc nhiều hệ thống khác nhau, sử dụng nhiều cỡ đạn khác nhau, mà phần lớn là các biến thể của họ súng M16 và AK-47 được đưa vào niêm cất. Do đó, giới lãnh đạo chính trị - quân sự của Việt Nam đã quyết định tiêu chuẩn hóa vũ khí nhằm tiết giảm chi phí. Và loại súng trường tấn công tiêu chuẩn chính được chọn là AK-47.

Sau nhiều thập kỷ, các dòng súng này tuy vẫn còn có thể sử dụng tốt nhưng đã có sự lỗi thời trong các trang bị hiện đại. Giới lãnh đạo quân sự Việt Nam đã quyết định tận dụng số lượng lớn vũ khí tồn dư đưa vào nâng cấp để tiết kiệm chi phí, bên cạnh việc tự chủ sản xuất. Tháng 1 năm 2014, một hợp đồng liên danh với Israel Weapon Industries được thành lập tại Việt Nam, nhằm xây dựng một dây chuyền sản xuất súng trường tự động Galil ACE (Galil ACE 31 và Galil ACE 32) tại nhà máy Z111 ở Thanh Hóa đã được ký kết.
Vào tháng 9 năm 2015, các nguồn tin cho biết phía Việt Nam đang phát triển phiên bản hiện đại hóa của súng trường tấn công AKM, được gọi là STL-1A. Vào đầu tháng 11 năm 2018, các mẫu súng trường tấn công STL-1A và STL-1B đã được trưng bày tại triển lãm vũ khí Indo Defense 2018 ở Jakarta (Indonesia).
Vào ngày 5 tháng 11 năm 2019, Bộ Quốc phòng Việt Nam thông báo nhà máy Z111 đã bắt đầu hiện đại hóa số lượng lớn súng trường tấn công Kalashnikov để trang bị các lực lượng vũ trang của Việt Nam.

## Mô tả
Súng trường tấn công STL-1A được phát triển dựa trên các quan điểm cải tiến của hệ súng trường tấn công AK-103, có tham khảo thêm kinh nghiệm trong quá trình sản xuất và vận hành súng trường tấn công Galil ACE.
Thiết kế của STL-1A được sử dụng để nâng cấp hiện đại hóa các dòng súng trường tấn công AK-47, AKM và K-56. Các thành phần kim loại của chúng sẽ được mạ lớp phủ chống ăn mòn mới. Một loa che lửa kiêm bù giật kiểu hai buồng giống loại lắp trên AK-74 được lắp đặt trên đầu nòng súng. Các tay cầm sau, ốp lót tay và báng súng vốn bằng gỗ trên súng cũ được thay thế bằng bằng nhựa cao phân tử. Báng súng cũng có thể tùy chọn lắp loại bằng nhựa đúc cao phân tử hoặc báng kim loại gấp giống Galil ACE. STL-1A giữ lại chiều dài nòng nguyên bản của AK-47
Một cải tiến nâng cấp quan trọng của STL-1A là chúng có thể lắp thêm loại súng phóng lựu M203 (hoặc biến thể T-40 do MKE của Thổ Nhĩ Kỳ sản xuất) kẹp nòng. Sự lựa chọn này thay cho loại súng phóng lựu kẹp nòng GP-25 là vì Việt Nam vẫn còn tồn dư rất nhiều loại đạn cho súng phóng lựu M79 chiến lợi phẩm (cùng loại đạn sử dụng cho M203 và T-40) sau chiến tranh Việt Nam, cũng như Việt Nam đã hoàn toàn chủ động sản xuất được cả súng lẫn loại đạn này trong nước.
Một số cải tiến khác của STL-1A là súng có thể gắn thêm ống giảm thanh cũng như bổ sung các loại thiết bị hỗ trợ ngắm quang học và quang điện tử. Phạm vi tiêu chuẩn là phạm vi NV / S - AK của sản xuất Việt Nam [5] .